# Памятник жертвам политических репрессий (Донецк)

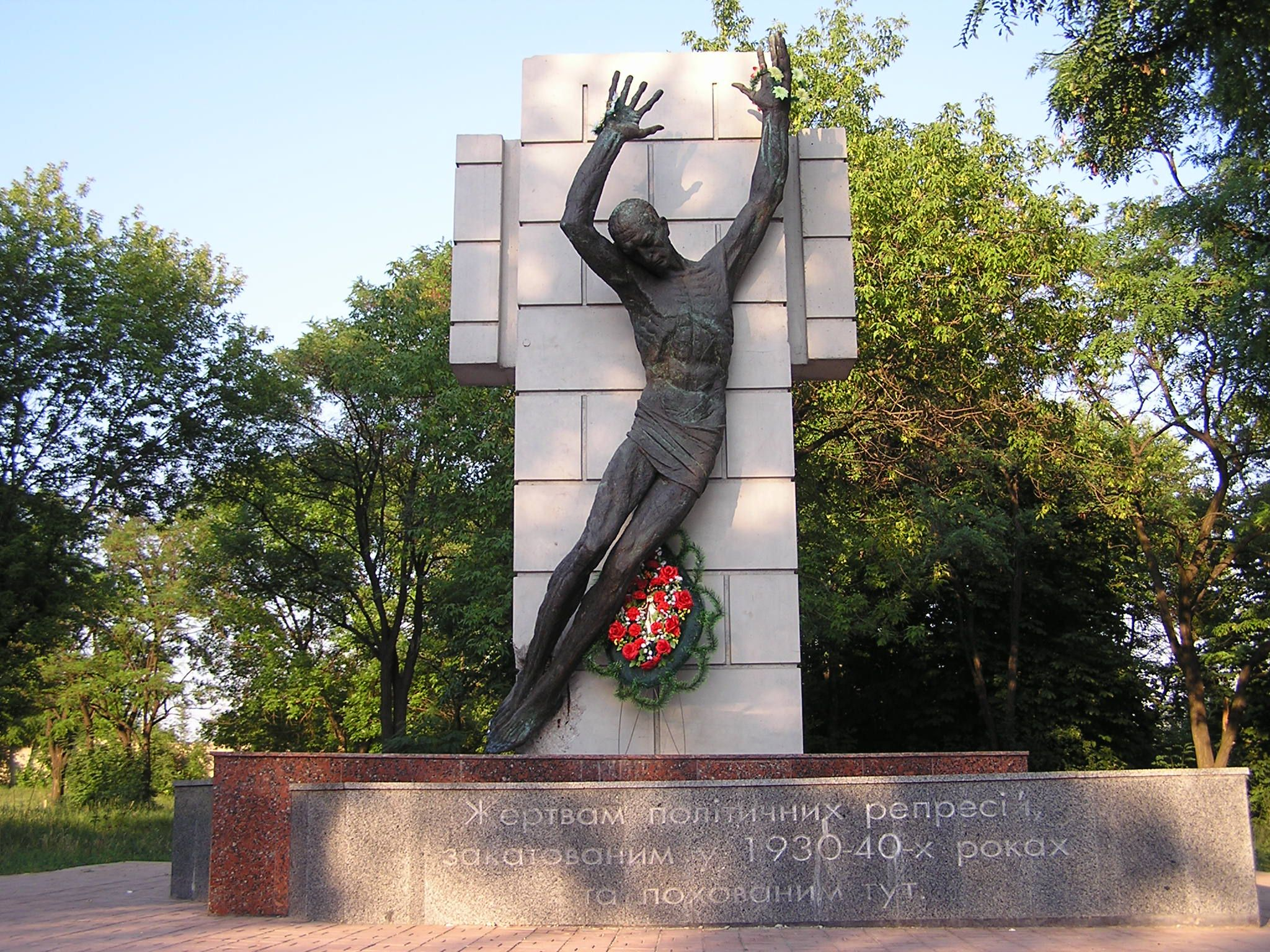
Памятник жертвам политических репрессий на Рутченковском поле

Памятник жертвам политических репрессий (укр. Пам'ятник жертвам політичних репресій) — памятник в Донецке. Находится на Рутченковском поле в Кировском районе города, на месте массового захоронения жертв террора 1930−1940-х годов.

## История
Весной 1989 года на территории Рутченковского поля во время проведения раскопок были обнаружены останки более 500 человек с простреленными черепами. Были проведены исследования в ходе которых установлено, что на месте раскопок похоронены жертвы репрессий 1930—1940-х годов. Активное участие принимала общественная организация «Донецкий мемориал». По данным «Донецкого мемориала», количество жертв репрессий, похороненных на Рутченковском поле составляет от пяти до семи тысяч человек.
16 сентября 1989 года состоялось перезахоронение найденных останков в двух братских могилах. В 1990 году Рутченковскому полю был присвоен статус кладбища жертв политических репрессий. Также 16 сентября 1989 года на месте захоронения был заложен камень с надписью: «Здесь будет сооружен памятник жертвам репрессий в Донбассе в 1930—1940 гг.»
25 ноября 2005 года на месте захоронения был открыт памятник жертвам политических репрессий. На открытии памятника присутствовали почётные консулы Германии и Армении, Генеральный консул Болгарии, представители общественной организации «Всеукраинское общество политзаключенных и репрессированных».
Авторы памятника — скульптор Александр Порожнюк и архитектор Владимир Бучек.
Памятник представляет собой четырёхметровую бронзовую фигуру измождённого человека с поднятыми руками на фоне крестоподобной стелы.

На постаменте надпись на украинском языке: 
Жертвам політичних репресій, закатованим у 1930-1940-х роках та похованим тут.

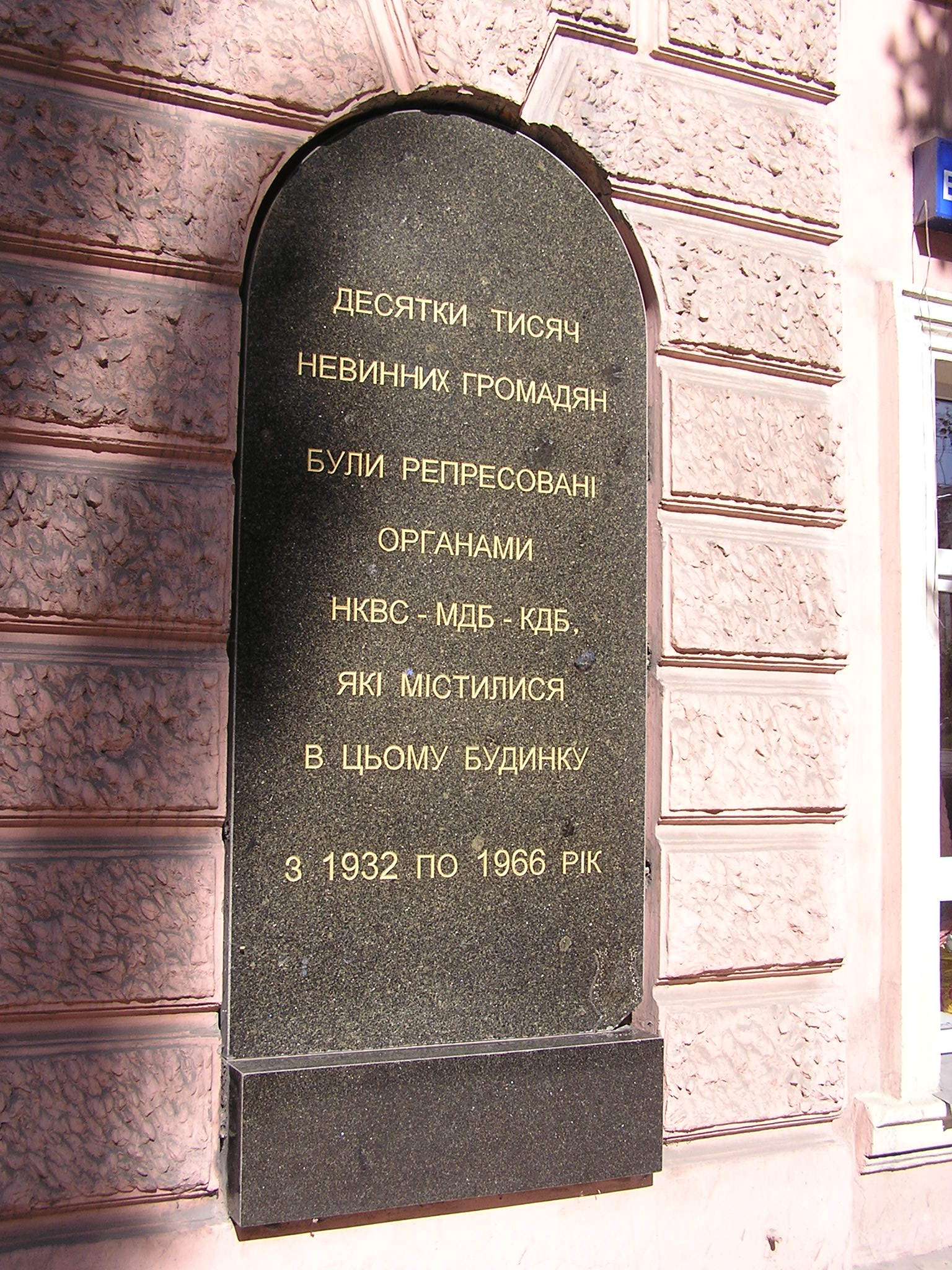
Мемориальная доска памяти жертв политических репрессий на здании донецкой консерватории

На Рутченковское поле привозили расстреливать или привозили уже убитых из здания, в котором теперь располагается Донецкая консерватория. Весной 2004 года на этом здании установили мемориальную доску на украинском языке: 
Десятки тисяч невинних громадян були репресовані органами НКВС - МДБ - КДБ, які містилися в цьому будинку з 1932 по 1966 рік
В мае 2016 года властями ДНР мемориальная доска была демонтирована.

### О самом памятнике
- Памятник жертвам террора 1930—1940-х гг. Дата обращения: 2 июля 2007. Архивировано 10 декабря 2012 года.
- «Врагам народа» теперь можно поклониться. Дата обращения: 2 июля 2007. Архивировано из оригинала 9 октября 2007 года.
- В Донецке открыт памятник жертвам политических репрессий. Дата обращения: 2 июля 2007. Архивировано 1 декабря 2012 года.
- В Донецке открыт памятник жертвам политических репрессий. Дата обращения: 2 июля 2007. Архивировано из оригинала 20 января 2013 года.
- Рутченково поле на проекте "Карта памяти". Дата обращения: 18 сентября 2012. Архивировано из оригинала 1 декабря 2012 года.

### О расстрелах и раскопках на Рутченковском поле
- Поле памяти, поле покаяния… (Взгляд участника раскопок в Рутченково двадцать лет спустя). Дата обращения: 2 ноября 2007. Архивировано 1 декабря 2012 года.
- Донецкие паханы — по духу комиссары или Почему не раскрываются тайны Рутченковского поля. Дата обращения: 29 ноября 2007. Архивировано 1 декабря 2012 года.
- Рутченково поле. Дата обращения: 5 октября 2011. Архивировано из оригинала 1 декабря 2012 года.